# Temple protestant de Carla-Bayle
Le temple protestant de Carla-Bayle est un édifice religieux situé 329 rue des Remparts-nord, à Carla-Bayle, en Ariège. La paroisse est membre de l'Église protestante unie de France.

## Historique

### Sous l'Ancien régime
La Carla fait partie du comté de Foix. François Fébus, comte de Foix en 1472 devient roi de Navarre en 1479. À sa mort en 1483, le comté de Foix passe à sa sœur, Catherine de Navarre qui se marie en 1484 avec Jean II d'Albret. Leur fils, Henri II devient roi de Navarre en 1517, et se marie en 1527 avec Marguerite d'Angoulême, sœur du roi François Ier. Leur fille, Jeanne d'Albret, reine de Navarre et comtesse de Foix en 1555, favorise le développement du protestantisme et autorise le calvinisme dans son royaume en 1561. Théodore de Bèze raconte dans Histoire ecclésiastique des églises réformées au royaume de France l'implantation du protestantisme à Pamiers et au Mas-d'Azil en 1561. L'église protestante du Mas-d'Azil est fondée en novembre 1561 où commence à prêcher Bernard Perrin,. En 1568, les réformés occupent toutes les communes voisines du Mas-d'Azil, Sabarat, Le Carla, Gabre, Artigat, Le Fossat et Camarade.
En 1625, le roi Louis XIII confie au maréchal de Thémines le commandement de ses armées pour rétablir le catholicisme en Béarn. Elles font le siège du Mas-d'Azil du 9 septembre au 20 octobre 1625 dont la défense est commandée par Jacques de Saint-Blancard avec l'aide des gentilshommes verriers du pays,. Devant la résistance de la ville aidée par les protestants des environs, le maréchal de Thémines a dû se retirer sans avoir réussi à prendre la cité. Louis XIII a fait abattre les défenses du Mas-d'Azil en 1633-34, conformément aux clauses de la Paix d'Alès.
Le père de Pierre Bayle, Jean Bayle, remplissait au Carla les fonctions de pasteur. Le frère aîné de Pierre Bayle, Jacob Bayle,,, était associé à son père comme pasteur au Carla dès 1668. Ce dernier a été incarcéré au château Trompette sur ordre de Louvois où il est mort le 12 novembre 1685. 
Le temple a été saisi après la révocation de l'édit de Nantes. Par décision du consul du Carla, le temple a été réuni au presbytère jusqu'à la Révolution.

### Après la Révolution
Il a été saisi comme bien national. Le 22 juillet 1791, il est vendu au sieur Jean Étienne Freyche au prix de 825 francs.
Les protestants retrouvent la liberté de culte avec la Déclaration des droits de l'homme et du citoyen de 1789. Près de 7 000 protestants subsistent en Ariège, principalement autour du Mas-d'Azil, Saverdun et Mazères. En 1802, Napoléon Ier organise les Églises réformées avec les articles organiques du régime concordataire français.
En 1819, le consistoire local de l'Église réformée a écrit au préfet réclamant le remboursement du prix d'achat du temple à l'acquéreur et remarque que le temple est dans un triste état qui nécessite des réparations importantes. Le coût étant très important et la commune ne pouvant l'assumer, le consistoire demande que ce soit le gouvernement qui fasse le paiement de cette dépense.
Le temple actuel a été construit en 1884 sur le modèle des premiers temples de la Réforme avec ses deux étages à double galerie, sa chaire en bois sculptée au centre du mur.

## Valorisation du patrimoine
Outre sa mission religieuse, le temple reçoit régulièrement des expositions, concerts, animations et conférences.

## Protection
Le temple a été inscrit au titre des monuments historiques le 30 septembre 1992.